# Liste der Baudenkmäler in Mönchsdeggingen
Auf dieser Seite sind die Baudenkmäler in der schwäbischen Gemeinde Mönchsdeggingen zusammengestellt. Diese Tabelle ist eine Teilliste der Liste der Baudenkmäler in Bayern. Grundlage ist die Bayerische Denkmalliste, die auf Basis des Bayerischen Denkmalschutzgesetzes vom 1. Oktober 1973 erstmals erstellt wurde und seither durch das Bayerische Landesamt für Denkmalpflege geführt wird. Die folgenden Angaben ersetzen nicht die rechtsverbindliche Auskunft der Denkmalschutzbehörde.
 Die Liste gibt den Fortschreibungsstand vom 19. Januar 2018 wieder und umfasst achtzehn Baudenkmäler.

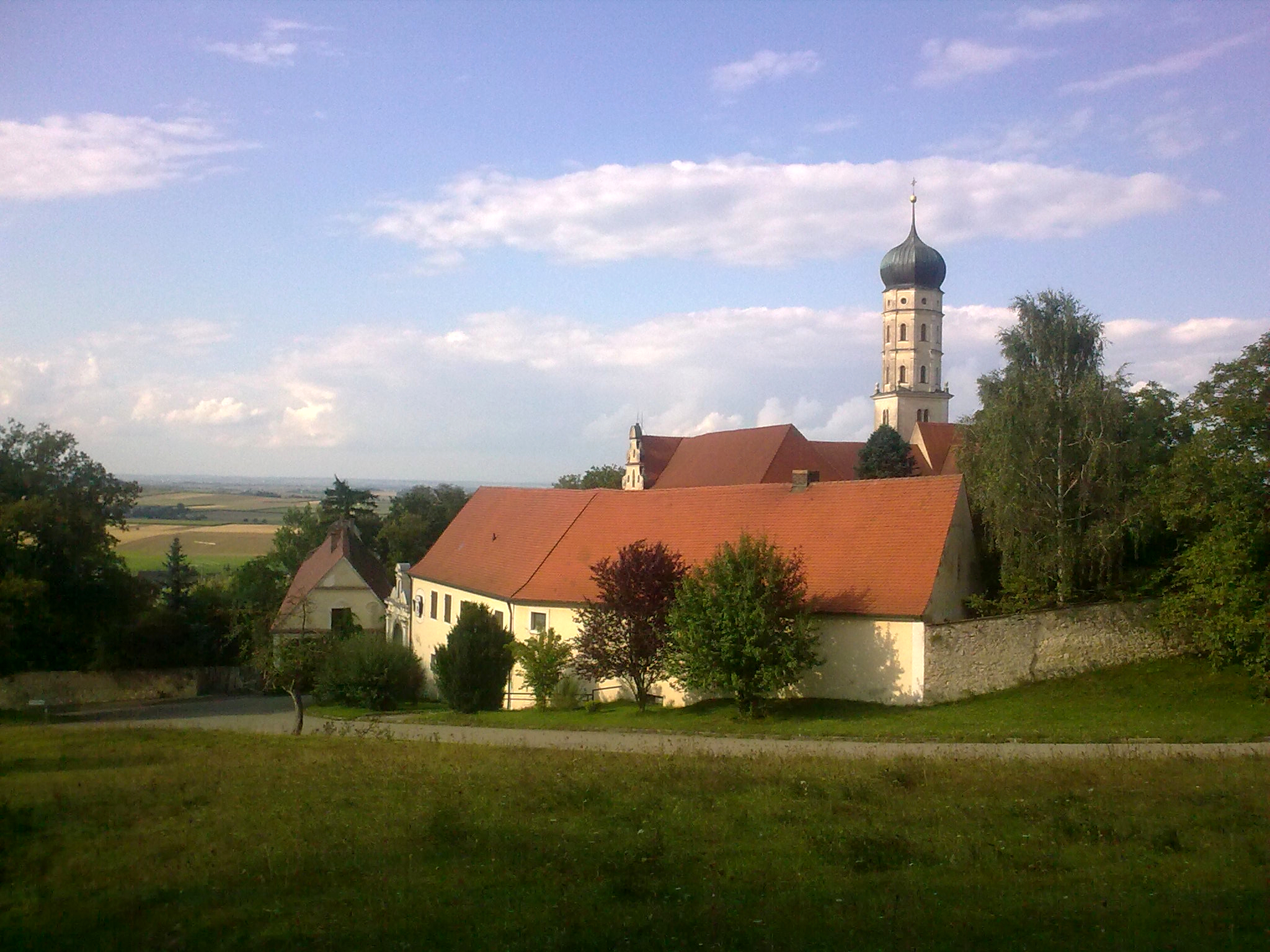
Kloster Mönchsdeggingen im Jahr 2010

## Baudenkmäler nach Ortsteilen

### Mönchsdeggingen
| Lage                                                | Objekt | Beschreibung | Akten-Nr.     | Bild                                |
| --------------------------------------------------- | --- | --- | ------------- | ----------------------------------- |
| Albstraße (Standort)                                | Bildstock | Vierseitiger Pfeiler mit wenig vorkragendem Gehäuse mit tiefer Stichbogennische und Satteldach, im Kern wohl 17. Jahrhundert. | D-7-79-184-11 | Bildstock                           |
| Albstraße 20, 22 (Standort)                         | Doppelwohnhaus, ehemals auch Synagoge | Zweigeschossiger Satteldachbau mit gemauertem Erdgeschoss, Obergeschoss und Giebel vorkragend in Fachwerk, im rückwärtigen Teil verputzt, „1548“ (bezeichnet), 1684–1734 als erste Synagoge genutzt, im 19. Jahrhundert erneuert. | D-7-79-184-1  | weitere Bilder                      |
| Albstraße 30 (Standort)                             | Ehemaliges Schulhaus, jetzt Rathaus | Zweigeschossiger Walmdachbau mit mittigem, segmentbogigem Eingang und profiliertem Gurtgesims, um 1830, 1978 zum Rathaus umgestaltet. | D-7-79-184-2  | Ehemaliges Schulhaus, jetzt Rathaus |
| Albstraße 43 (Standort)                             | Israelitischer Friedhof | Auf annähernd quadratischer Fläche etwa 140 Grabsteinen von 1833 bis 1879, 1832/33 angelegt; Friedhofsmauer, 1832/33; Taharahaus, eingeschossiger Satteldachbau, 1832/33. | D-7-79-184-3  | weitere Bilder                      |
| Alemannenstraße 15 (Standort)                       | Ehemalige Klostermühle | Zweigeschossiger Walmdachbau mit gemauertem Erdgeschoss mit rundbogiger Tordurchfahrt und segmentbogigem Hausteinportal sowie mit Obergeschoss in Fachwerk, von Johann Balthasar Zimmermann, 1717 (modern bezeichnet). | D-7-79-184-4  | weitere Bilder                      |
| Alemannenstraße 17 (Standort)                       | Ehemalige Mikwe | Eingeschossiger Walmdachbau mit profiliertem Traufgesims, aufgeputzter Portalzier in maurischen Formen mit Hufeisenbogen und Blendnischen mit Hufeisenbögen um die hoch gelegenen Fenster, 1841, seit 1879 mehrmalige Nutzungsänderungen. | D-7-79-184-5  | weitere Bilder                      |
| Am Kirchberg 3 (Standort)                           | Bildstock | Auf vierseitigem Pfeiler ein wenig vorkragendes Gehäuse mit Stichbogennische und Satteldach, im Kern wohl 16. Jahrhundert. | D-7-79-184-10 | Bildstock                           |
| Am Kirchberg 4 (Standort)                           | Evangelisch-lutherische Pfarrkirche St. Georg | Chorturmkirche, flachgedeckter Saalbau mit eingezogenem Rechteckchor im Turm mit vorkragendem Glockengeschoss und hohen Pyramidendach, im nördlichen Turmwinkel Sakristeianbau, Turmunterbau vielleicht noch 11. Jahrhundert, Turmobergeschoss 1568 (bezeichnet), 1720 ff. durch Johann Balthasar Zimmermann Neubau von Langhaus und Sakristei; mit Ausstattung; Friedhofsmauer, mit rund- und stichbogigem Portal, ehemals wehrhaft mit Schießscharten, Wehrgang und Torhäuschen, 16. Jahrhundert, im 19./20. Jahrhundert nach Osten erweitert; Friedhof, 16. Jahrhundert, im 19./20. Jahrhundert nach Osten erweitert. | D-7-79-184-6  | weitere Bilder                      |
| Klosterstraße 1, 5, 6, 7, 8, Albstraße 3 (Standort) | Ehemaliges Benediktinerkloster, Klosteranlage heute in Privatbesitz, Kirchengebäude zur Diözese Augsburg gehörend. Pfarreiengemeinschaft Reimlingen. | Umfangreicher Gebäudekomplex, 959 als Benediktinerinnenkloster gegründet, 1142 Umwandlung in ein Benediktinerkloster, nach Brand Neuaufbau 1517 vollendet, 1802 säkularisiert, von 1950 bis 2009 Mariannhiller Missionskongregation; sämtliche historische Gebäudeteile mit Ausstattung. Katholische Pfarrkirche St. Martin, ehemalige Benediktinerklosterkirche, in den Nordflügel der ehemaligen Klosteranlage eingebunden, dreischiffige Pfeilerbasilika mit Volutengiebel, zweigeschossiger Vorhalle und Kapellenräumen im Westen, eingezogenem, dreiseitig geschlossenem Chor, Turm mit Oktogon, Lisenen, Gesimse, Eckobelisken und Zwiebelhaube im nördlichen Chorwinkel und Sakristei im südöstlich anschließendem Klostertrakt, im Westen ädikulagerahmtes Hausteinportal, Langhaus im Kern romanisch, 1161–1192, Neubau Chor zweite Hälfte 15. Jahrhundert, nach Brand Wiederaufbau von Kirchenschiff und Türmen 1517 vollendet, 1693–1702 barockisiert, 1716 Westfassade und 1721–33 Turmerhöhung nach Plänen von Johann Balthasar Zimmermann; mit Ausstattung; Konventsgebäude, ehemals Dreiflügelanlage, dreigeschossige Satteldachbauten mit ädikulagerahmtem Hausteinportal und entlang der Kirche erhaltenem Kreuzgang mit Altane darüber, Neubau auf älterer Grundlage durch Johann Balthasar Zimmermann, 1716–19, 1842–44 Abbruch des Südflügels; Oberes Tor, Torbogen mit rundbogiger Durchfahrt, rahmenden Pilastern, Profilgesims und Schweifgiebel mit ädikulagerahmter Figurennische, 1705 (bezeichnet); ehemalige Klosterökonomie, langgestreckter, ein- bis dreigeschossiger Satteldachbau in Hanglage mit profilierten Gesimsen unter der Traufe und am Dreiecks- wie Schweifgiebel, Anfang 18. Jahrhundert; ehemalige Klosterökonomie, dann Gasthaus, zweigeschossiger Satteldachbau auf winkligem Grundriss mit Giebelgesimsen, Anfang 18. Jahrhundert, nach Osten modern erweitert; Stadel, erdgeschossiger Bau mit nach Osten abgewalmten Dach und profiliertem Traufgesims, 18. Jahrhundert, modern verändert; ehemalige Klosterökonomie, jetzt Wohngebäude und Stall, ehemals Fünfflügelanlage aus separaten Gebäuden, ein- bis zweigeschossige Sattel- und Walmdachbauten, nordöstlicher Bau 1759 (bezeichnet), im 20. Jahrhundert zusammengeschlossen und stark verändert; Brunnen, oktogonales Becken mit geschwungenen Brüstungsseiten, in der Mitte auf hohem dekorierten Postament ein Pfeiler mit der Figur des heiligen. Michael, von Johann Michael Fischer, 1745 (bezeichnet); Nebengebäude, erdgeschossiger Walmdachbau mit segmentbogigen Fenster- und Türöffnungen, im Kern wohl um 1840; Klostermauer, Einfriedung des Klosterbezirks, wohl 18. Jahrhundert; Reste der historischen Friedhofsmauer, teils mit segmentbogigen Blendnischen und Tor sowie der Mauer um den Klostergarten, wohl 18. Jahrhundert. | D-7-79-184-7  | weitere Bilder                      |
| Kreisstraße DON 9; Mühlbreite (Standort)            | Steinkreuz | Wohl Sühnekreuz mit dreipassig endenden Armen, nachmittelalterlich. | D-7-79-184-12 | Steinkreuz                          |
| Mühlstraße 31, 31 a (Standort)                      | Ehemalige Mühle | Zweigeschossiger Satteldachbau mit gemauertem Erdgeschoss, Obergeschoss und Giebel in Fachwerk, Mitte 18. Jahrhundert; Gartenmauer, ehemals wohl Einfriedung des klösterlichen Krautgartens, 18. Jahrhundert. | D-7-79-184-8  | weitere Bilder                      |

### Schaffhausen
| Lage                       | Objekt                                        | Beschreibung | Akten-Nr.     | Bild           |
| -------------------------- | --------------------------------------------- | --- | ------------- | -------------- |
| Schaffhausen 42 (Standort) | Evangelisch-lutherische Kirche St. Laurentius | Chorturmkirche, Saalbau mit eingezogenem Rechteckchor im Turm mit polygonalem Aufsatz und Spitzhelm, angebautem Treppenhaus im Westen und Sakristeianbau südlich am Turm, Turmunterbau um 1300, 1787 Neubau von Langhaus und Turmoktogon durch Johann Georg Hitzelberger, 1935 (bezeichnet) renoviert und wohl auch Treppenhaus und Sakristei errichtet; mit Ausstattung. | D-7-79-184-13 | weitere Bilder |

### Thurneck
| Lage                   | Objekt                                           | Beschreibung                        | Akten-Nr.     | Bild                                             |
| ---------------------- | ------------------------------------------------ | ----------------------------------- | ------------- | ------------------------------------------------ |
| Thurneck 15 (Standort) | Einfriedung zum um 1835 abgegangenen Jagdschloss | Zweite Hälfte des 17. Jahrhunderts. | D-7-79-184-14 | Einfriedung zum um 1835 abgegangenen Jagdschloss |

### Untermagerbein
| Lage                         | Objekt                                      | Beschreibung | Akten-Nr.     | Bild                 |
| ---------------------------- | ------------------------------------------- | --- | ------------- | -------------------- |
| Untermagerbein 7 (Standort)  | Bauernhaus                                  | Zweigeschossiger Satteldachbau mit dreigeschossigem Giebel und Profilgesims unter der Traufe und am Giebelansatz, erste Hälfte 18. Jahrhundert; Hofmauer, mit Fußgängerpforte und rustizierten Torpfeilern, erste Hälfte 18. Jahrhundert. | D-7-79-184-16 | Bauernhaus           |
| Untermagerbein 35 (Standort) | Ehemaliges Pfarrhaus                        | Zweigeschossiger Satteldachbau mit Werksteineinfassung am Eingang, 1731 (bezeichnet). | D-7-79-184-17 | Ehemaliges Pfarrhaus |
| Untermagerbein 56 (Standort) | Evangelisch-lutherische Kirche St. Nikolaus | Chorturmkirche, Saalbau mit eingezogenem Rechteckchor im Turm mit Gurtgesims, Satteldach, mit Filialen über vertikalen Stäben bzw. mit aufgeputzten Wellen gegliederten Turmgiebeln, Turmuntergeschosse erste Hälfte 14. Jahrhundert, Langhaus 14. Jahrhundert, Turmerhöhung mit Satteldach „1587“ (bezeichnet), 1732 Verlängerung des Langhauses und wohl auch Barockisierung, moderner Sakristeianbau im nördlichen Turmwinkel; mit Ausstattung; Friedhofsmauer, 18. Jahrhundert. | D-7-79-184-15 | weitere Bilder       |

### Ziswingen
| Lage                    | Objekt                            | Beschreibung | Akten-Nr.     | Bild                              |
| ----------------------- | --------------------------------- | --- | ------------- | --------------------------------- |
| Ziswingen 7 (Standort)  | Nebengebäude der ehemaligen Mühle | Erdgeschossiger Massivbau mit Satteldach, Giebelknäufen und stichbogigem Durchlass für den Bautenbach, 18. Jahrhundert.                                                     | D-7-79-184-19 | Nebengebäude der ehemaligen Mühle |
| Ziswingen 90 (Standort) | Ehemalige Mühle                   | Hauptgebäude zweigeschossig mit Satteldach, Profilgesimsen an Traufe und Giebel sowie mit Zinnenaufsatz auf dem Giebel, 1785/86 nach Brand neu errichtet, modern überformt. | D-7-79-184-18 | Ehemalige Mühle                   |